# Prosthechea radiata
Espèce
Synonymes
- Anacheilium radiatum (Lindl.) Pabst, Moutinho & A.V. Pinto
- Encyclia radiata (Lindl.) Dressler
- Hormidium radiatum (Lindl.) Brieger
- Encyclia radiata [Lindley] Dressler, 1961
- Epidendrum marginatum Lk., Kl. & Otto 1841 not L.C. Rich
- Epidendrum radiatum Lindley, 1841

Statut CITES
Prosthechea radiata est une espèce de plantes à fleurs de la famille des Orchidaceae (les orchidées) et du genre Prosthechea originaire d'Amérique centrale et du Sud.

## Systématique
Le nom scientifique complet (avec auteur) de ce taxon est Prosthechea radiata (Lindl.) W.E.Higgins.
L'espèce a été initialement classée dans le genre Epidendrum sous le basionyme Epidendrum radiatum Lindl..
Prosthechea radiata a pour synonymes :
- Anacheilium radiatum (Lindl.) Pabst, Moutinho & A.V.Pinto
- Encyclia radiata (Lindl.) Dressler
- Encyclia radiata (Lindl.) Pabst
- Epidendrum marginatum Link
- Epidendrum radiatum Lindl.
- Epidendrum radiatum var. fuscatum Rchb.f.

## Description
Prosthechea radiata est une espèce formant des pseudobulbes elliptiques de 7 à 12 cm de long pour 2 à 4 cm de large. Chaque pseudobulbe porte à son sommet deux ou trois feuilles rubanées de 15 à 20 cm de long, d'où sortent une hampe florale de 10 à 20 cm de long portant de cinq à quinze fleurs parfumées mesurant environ 3 à 4,5 cm.

## Répartition
Prosthechea radiata est une espèce originaire du Mexique, du Guatemala, du Honduras et du Belize, du Costa rica, du Panama, de Colombie et du Venezuela. Elle est présente dans les forêts persistantes, les forêts de pins ou de chênes. On la trouve principalement entre 150 et 2 000 m d'altitude.